# 馬克南
马克南（Douglas Mackiernan，音譯道格拉斯·麥基爾南，1913年4月25日—1950年4月29日），生于墨西哥城，前美国駐華外交官、美國陸軍航空軍中校，亦為美國中央情報局成立後第一位於行動中殉职的情報員。逝後美国中情局将其列为总部大理石墙第一颗星。

## 生平
馬克南曾任美國陸軍航空軍密碼官及氣象官，1942年時在華盛頓特區擔任陸軍航空軍總部密碼分析科長，並因二戰之故，派赴新疆迪化（現烏魯木齊）監管美軍航空軍氣象站運作，以獲得B-29轟炸機空襲日軍佔領區時所亟需的關鍵氣象情報。戰後為了替美國中情局進行海外工作，於1947年加入美國國務院，任美国驻迪化领事馆副领事。

1949年，中国共产党在第二次国共内战中獲得優勢。2月，馬克南会见哈萨克族地方武装领袖烏斯滿·巴圖爾。7月29日，美国国务卿迪安·艾奇逊下令关闭在新疆的外交机构。馬克南做为代理领事奉命留守。9月25日，中国人民解放军第一野战军进入迪化市。28日，馬克南与同事白智仁等6人离开迪化。后与烏斯滿·巴圖爾在萨尔卡木希会面，商谈三日。10月3日，与乌斯满一同向东前行，在木垒河与贾尼木汗会合。25日，馬克南抵达镇西。乌斯满派人送往羅布泊。
1950年，馬克南与同伴計劃穿越西藏到印度再回美國，卻在抵达藏区后，被藏军士兵击杀。